# Ряні
Ря́ні (ест. Räni alevik) — селище в Естонії, у волості Камб'я повіту Тартумаа.

## Населення
Чисельність населення на 31 грудня 2011 року становила 758 осіб.

## Географія
Селище розташоване в західному передмісті Тарту.

## Історія
До 21 жовтня 2017 року селище входило до складу волості Юленурме.